# Дугалич, Раде
Раде Дугалич (серб. Раде Дугалић; род. 5 ноября 1992, Прокупле) — сербский футболист, защитник китайского клуба «Шэньчжэнь Пэн Сити».

## Клубная карьера
Воспитанник клуба «Раднички», за который играл в 2010—2013 годах. В это время отдавался в аренды в сараевский «Олимпик», «Радник» Сурдулица и «Цар Константин». В сезоне 2013/14 играл за «Синджелич» Ниш.
В 2014 году перешёл в армянский клуб «Улисс». 10 августа в матче против «Бананца» дебютировал в чемпионате Армении. 23 августа в матче против ереванского «Арарата» забил свой первый гол за «Улисс». Сыграл 26 игр, забил два гола и стал с командой вице-чемпионом Армении. 2 и 9 июля 2015 «Улисс» сыграл в квалификации Лиги Европы 2015/16 против мальтийской «Биркары» (0:0, 1:3). На матче в Ереване был Валерий Карпин, только принявший армавирское «Торпедо», и увёз с собой 9 игроков и хозяина клуба. Дугалич в команде сразу получил капитанскую повязку. и 12 июля дебютировал за «Торпедо» в матче против «Зенита-2». По итогам сезона «Торпедо» вылетело из ФНЛ.
2 июня 2016 подписал трёхлетний контракт с другим клубом ФНЛ «Тосно» Сыграл 36 матчей из 38, забил три гола и получил 11 жёлтых карточек. В мае 2017 года клуб досрочно со второго места завоевал путёвку в Премьер-лигу, обойдя красноярский «Енисей» на 12 очков. Дугаличем интересовался шотландский «Селтик». В чемпионате России 2017/2018 серб сыграл 28 матчей, получил 7 жёлтых карточек, а команда выбыла из премьер-лиги. Несмотря на то, что клуб 9 мая выиграл Кубок России, команда была расформирована. 24 мая 2018 года контракт был расторгнут по обоюдному согласию.
13 июля подписал контракт на два года с красноярским «Енисеем», впервые вышедшим в Премьер-лигу. 7 октября в домашнем матче со «Спартаком» (2:3) забил первый гол в чемпионате России. Клуб закончил первый круг 8 декабря на последнем месте и тренер Дмитрий Аленичев в паузе чемпионата решил избавиться от пяти игроков, в том числе и от сербов Дугалича и Обрадовича. Для Дугалича, находившегося в отпуске за границей, разрыв контракта оказался неожиданным.
19 января 2019 подписал двухлетний контракт с казахстанским вице-чемпионом последних лет алматинским «Кайратом». С ходу занял место в основном составе, сыграл в 4 стартовых победных матчах Премьер-лиги и забил два гола.

## Достижения
«Улисс»
- Серебряный призёр чемпионата Армении: 2014/15

«Тосно»
- Серебряный призер первенства ФНЛ: 2016/17
- Обладатель Кубка России: 2017/18

«Кайрат»
- Чемпион Казахстана: 2020
- Серебряный призёр чемпионата Казахстана: 2019